# Gumman som blev liten som en tesked
Gumman som blev liten som en tesked, även kallad Teskedsgumman, var 1967 års adventskalender i Sveriges Radio och TV, med Birgitta Andersson och Carl-Gustaf Lindstedt i huvudrollerna. Serien, som är baserad på norske författaren Alf Prøysens böcker om Teskedsgumman, blev det stora genombrottet för julkalendern i TV, och lockade inte bara en halv miljon barn utan även två miljoner vuxna tittare. År 1973 gjordes en tv-serie i färg med samma skådespelare. TV- och radiojulkalendern från 1967 reprissändes 1976 och radiojulkalendern återigen 1997 och 2007.
Prøysens vän Ulf Peder Olrog hjälpte till med svensk lansering, översättning och signaturmelodi till serien.

## Medverkande
- Birgitta Andersson – Teskedsgumman
- Carl-Gustaf Lindstedt – gubben
- Inga Gill – Teobaldina[5]
- Hanny Schedin – Greta Westerlund
- Meta Velander – Sara Söderlund
- Lars Amble – brevbäraren
- Bert-Åke Varg – teaterdirektör
- Brigitta Steenhouwer – Stina
- Anita Wall – producent
- Henry Lindblom – producent
- Eva Rydberg – journalist
- Gunnar "Knas" Lindkvist – försäljare i marknadsstånd
- Inger Juel – Nora Nordlund
- Niklas Strömstedt – Bengt
- Jane Nordahl – Anna
- Dagmar Olsson – tomtemor
- Irene Lindh – lärarinnan
- Leif Sundberg – handlaren Pettersson
- Silvija Bardh – fru Pettersson
- Arne Jarrick – tomtenisse
- Bellan Roos – försäljare på basaren
- Jan Nyman – sotare
- Monica Nielsen – Ester Österlund
- Carl-Axel Elfving – tomtefar
- Mona Sjöström – Amanda, försäljare på basaren
- Sigge Fürst
- Pierre Lindstedt

## Lista över avsnitt

### Adventskalendern i TV
Den ursprungliga kalendern hade 22 avsnitt, som startade sändas söndagen den 3 december 1967, vilket var första advent. När kalendern gick i repris som julkalender 1976 startade den i stället den 1 december och fick därmed 24 avsnitt där det första och andra december sändes två "vanliga sagor".

1. Gumman presenteras
2. Gumman i handelsboden
3. Gumman på basar
4. Gumman och sotaren
5. Gummans födelsedag
6. Gumman pratar fågelspråk
7. Gumman på julmarknad
8. Gumman på postkontoret
9. Gumman får amerikabesök
10. Gumman blir som barn på nytt
11. Gumman som Lucia
12. Gumman får medicin
13. Gumman spelar Törnrosa
14. Gumman på skolavslutning
15. Gumman ger Gubben en ny tröja
16. Gumman är grälsjuk
17. Gumman julstädar
18. Gumman och julbaket
19. Gumman och julgröten
20. Gumman spelar filipin
21. Gumman klär julgranen
22. Gumman har julkaffebjudning

### Adventskalender i radio
| Nr   | Nr    | Titel                                                         |
| 1967 | 1976- | Titel                                                         |
| ---- | ----- | ------------------------------------------------------------- |
| 1    | 1     | Gumman som blev liten som en tesked                           |
| 2    | 2     | Teskedsgumman spår i kaffesump                                |
| 3    | 3     | Teskedsgumman är barnvakt                                     |
| 4    | 4     | Teskedsgumman och den dolda skatten                           |
| 5    | 5     | Teskedsgummans man                                            |
| 6    | 6     | Teskedsgumman får en lektion i naturlära                      |
| 7    | 7     | Teskedsgumman lär sig simma                                   |
| 8    | 8     | Teskedsgumman och råttungen                                   |
| 9    | 9     | Teskedsgumman är detektiv                                     |
| 10   | 10    | Teskedsgumman och den skrockfulla tanten                      |
| 11   | 11    | Teskedsgumman berättar om skomakardockan                      |
| -    | 12    | Teskedsgumman leker detektiv igen                             |
| 12   | 13    | Teskedsgumman plockar bär                                     |
| 13   | 14    | Teskedsgumman och kråkungen                                   |
| 14   | 15    | Teskedsgumman har bjudning                                    |
| 15   | 16    | Teskedsgumman på en skidtävling                               |
| 16   | 17    | Teskedsgumman får husvakt                                     |
| 17   | 18    | Teskedsgumman och valborgsmässoelden                          |
| 18   | 19    | Teskedsgumman och älgen                                       |
| 19   | 20    | Teskedsgumman kommer med julklapp                             |
| 20   | 21    | Teskedsgumman i sagoskogen                                    |
| 21   | 22    | Teskedsgumman berättar om byn som glömde bort att det var jul |
| 22   | 23    | Teskedsgumman berättar om snickare Anderssons julafton        |
| -    | 24    | Teskedsgummans Annandag                                       |

## Papperskalendrar
1967 års papperskalender ritades av Björn Berg och föreställer hemma hos Teskedsgumman som står i köket bredvid julgranen medan barnen springer runt och leker. Gubben sitter vid bordet med en av gummans väninnor och brevbäraren.
1976 års papperskalender ritades av Björn berg och föreställer gumman sittandes ensam vid bordet i vardagsrummet. På bordet står en ljusstake och sju koppar.

## Produktion

### Idé och bakgrund
Idén till serien kom till Gunnel Linde som då jobbade på SVT:s barnredaktion och tidigare gjort radioinspelningar av Alf Prøysens barnboksserie om Teskedsgumman. Serien skulle spelas in på sommaren och Linde anlitade Christina Lagerson för att regissera och skriva serien och Kjell Melin för att sköta det tekniska. Lagerson tog inför inspelningarna kontakt med Prøysen. 14 av avsnitten bygger direkt på Prøysens originalberättelser medan Prøysen skrev resten direkt för TV-serien och renskrevs av Lagerson och Melin.
Valet till att spela Teskedsgumman föll på Birgitta Andersson som tidigare hade spelat seriösa roller på teater. Andersson var då bosatt i Norge och hade precis fött ett barn och ville gärna åka tillbaka till Sverige för att spela in film.
Planen var att Teskedsgumman och all scenografi skulle se ut som de gjorde i böckerna. Christina Lagerson hade det uttalade målet med serien att skapa ett program för hela familjen, inte bara för barnen.
Birgitta Andersson valde att gestalta gumman som en västgötsk gumma och tog inspiration från sin moster Regina. Till detta la hon också uttrycket "Göta Petter! Nu ble ja liten som enna tesked igen!". Enligt Andersson var det ursprungliga uttrycket "göskotta Petter" men det ansågs för likt Jesus.

### Inspelning
Serien spelades in i studio under sommaren 1967. För att göra specialeffekterna när Teskedsgumman var liten hade produktionsteamet haft kontakt med Ian Dunlop som tidigare experimenterat med trickfilmning. Lösningen blev att spela in scenerna med gumman mot en svart bakgrund och sedan lägga in miljöerna ovan på dem.

### Musik
Seriens musik skrevs av Ulf Peder Olrog som också översatt böckerna om Teskedsgumman till svenska. Ursprungligen var det tänkt att William Lind skulle skriva signaturmelodin. Men efter att Lind och regissör Christina Lagerson inte kommit överens om hur det skulle låta sa Lind upp sig från uppdraget. Lagerson anlitade i slutändan Lasse Bagge att skriva signaturmelodin.

## Mottagande
SVT mätte inte vid tidpunkten hur många som såg programmet men senare undersökningar har visat på att runt 2,5 miljoner tittare följde visningarna, ungefär en halv miljon barn och ungefär 2 miljoner vuxna. Serien blev också väl omtalad i media. SVT mottog många brev från folk som hade sett och gillade serien och många önskade serien i repris vilket också skedde 1976.
Året innan beställde Sveriges Radio för få papperskalendrar som sålde slut så det här året beställdes istället 800 000 exemplar som på vissa håll i landet ändå sålde slut och en omtryckning beställdes.

## Eftermäle
Birgitta Anderson har velat göra en uppföljare på serien med har fått nej från TV.

## Utgivning
2009 utgavs adventskalendern av Pan Vision i serien Världens bästa julkalendrar.